# 서정신
서정신(徐廷信, 1940년 8월 8일 ~ 2016년 3월 14일)은 대한민국 제30대 법무부 차관을 지낸 법조인이다. 본관은 달성.

## 생애
1940년 8월 8일 경상남도 통영시에서 태어나 부산고등학교와 서울대학교(58학번) 법학과를 졸업하고 1961년 제13회 고등고시 사법과에 합격하여 부산지방검찰청 검사에 임용되어 주로 공안통이었지만 경제범죄나 특별수사에도 수완을 발휘하였으며 1967년 2월에는 현직 검사로는 처음으로 청와대에 파견되었다. 대한민국의 대법원장을 역임한 최종영, 법무부 장관을 역임한 김현웅 현 법무부장관의 부친인 김수 전 국회의원, 2015년 사망한 박상천, 대한민국의 국회의장을 역임한 박희태 등과 고시 동기다. 대한민국의 내무부 장관과 5선 국회의원과 평화통일자문위원회 사무총장, 서울대학교 총동창회장을 역임한 서정화의 친동생, 서상환 전 법무부 장관의 양손자, 서울지방검찰청 특수부장을 역임한 서우정) 삼성생명보험 준법경영실장(부사장)의 오촌 당숙이다.
검사를 하면서 서울지방검찰청 1차장검사와 전주지방검찰청, 인천지방검찰청, 부산지방검찰청 검사장을 거쳐 1988년 3월 5일부터 1989년 3월 28일까지 제30대 대한민국의 법무부 차관과 대검찰청 차장검사 등을 지내고 서울고등검찰청 검사장을 끝으로 1992년 공직에서 물러나 법무법인 충정 창럽 멤버로 합류하여 사망할 때까지 변호사를 했다. 대통령표창, 1976년 홍조근정훈장, 1987년 황조근정훈장을 받았다. 서울고등검찰청 검사장으로 재임할 때 소속 간부들과 매주 수요일 오찬을 한번도 거르지 않았으며 검도, 승마, 테니스, 단전호흡 등에도 능하다는 평가를 받은 서정신은 고등고시 후배인 김두희가 대한민국의 검찰총장에 취임하기 앞서 1992년 12월 4일에 서울고등검찰청 검사장에서 물러나면서 "퇴임하면서 한가지 염려스러운 점은 금력과 권력 앞에 미동도 하지 않은 검사, 공사를 분별하는 엄정한 검사, 약한 자에 은덕과 애정을 갖는 검사로서 국민에게 용기와 희망을 주는데 얼마나 기여해왔는가 하는 것입니다"는 퇴임 소감을 밝히면서 자신의 검사 생활에 대해 "27년의 검사생활 동안 언제 어디서 무슨 말을 듣든지 조용히 자기 업무에 최선을 다한다는 자세로 지내왔다"며 "후배들이 국민들에게 신뢰와 사랑을 받는 검찰이 되도록 노력해달라"고 했다.
서울지방검찰청 검사로 재직하면서 트렌지스터 라디오 1대 등 9000원 상당의 물건을 훔친 피의자를 구속하여 1심에서 징역2년 6월을 선고받게 하였으나 항소심에서 무죄가 선고되자 "수사검사인 본인에게 아직 판결통지가 안왔고 오래된 사건이라 기억이 잘 안난다. 공판기록을 검토해봐야 뭐라고 말할 수 있겠다"고 말했다.
고등고시 2차시험을 앞두고 "필요한 책을 살 돈이 없어 책음 훔쳐야 했다"는 기사가 보도되면서 도둑으로 몰려 대학강사에서 해직된 사람에 대해 서정신 검사는 "도둑질 할 범의가 없다"며 불기소 처분했다.
서울지검 공안부에서 재직하던 1973년 2월 10일에 대한민국 제9대 국회의원 선거의 사전운동 내사 관계 기사를 보도한 동아일보사 방송뉴스 취재2부 고준환 기자를 국회의원 선거법 위반과 명예훼손 혐의로 구속기소했다.
대검찰청 연구관실에서 재직하던 서정신은 사회안전법 공포 시행을 앞두고 보안처분의 심사조사업무를 맡을 사회안전과를 검찰국 내에 설치하기로 한 방침이 정해졌을 때 검찰국에 발령되었다.
2016년 3월 14일에 사망한 서정신은 3월 18일에 "고인의 뜻을 받들어 주위에 알리지 않고 자택에서 조용히 모셨습니다. 지인분들이 고인의 장례식에 참례하지 못하시어 섭섭해 하심에 유족들이 마음을 담아 이해를 구합니다. 고인의 유지에 따른 바이니 너그러이 받아 주십시오"라는 내용의 일간지 사후 부고를 통하여 사망 사실이 알려졌다

## 경력
- 1965년 부산지방검찰청 검사
- 대검찰청 연구관실
- 1975년 7월 법무부 검찰국
- 법무부 검찰3과 과장
- 1978년 2월 13일 청와대 사정비서관[8]
- 서울지방검찰청 제1차장검사
- 사법연수원 부원장
- 1983년 7월 25일 ~ 1985년 3월 4일 제27대 전주지방검찰청 검사장
- 1985년 3월 5일 ~ 1986년 5월 1일 제2대 인천지방검찰청
- 1987년 6월 8일 ~ 1988년 3월 4일 제29대 부산지방검찰청
- 1988년 3월 5일 ~ 1989년 3월 28일 제30대 대한민국의 법무부 차관
- 1990년 3월 23일 ~ 1991년 4월 15일 대검찰청 차장검사
- 1991년 4월 18일 ~ 1992년 12월 3일 제19대 서울고등검찰청 검사장
- 1992년 ~ 2016년 법무법인 충정 변호사

## 가족 관계
- 종조부: 서상환(徐相懽, 1887년 9월 25일 ~ 1968년 5월) - 제6대 법무장관, 검찰총장
- 아버지: 서병두(徐炳斗, 1899년 8월 10일 ~ 1961년 2월 9일) - 통영읍회 의원
- 첫째형: 서정철(? ~ 1959년) - 연천 사단장 살해 사건으로 피살
- 둘째형: 서정학(1923년 12월 19일 ~ 2011년 7월 10일) - 육군준장, 군수감사단 부단장, 39사단 117연대장
- 셋째형: 서정화(徐廷和, 1933년 3월 4일 ~ 2024년 3월 17일) - 장관, 국회의원